# Black Star
Black Star — американський хіп-хоп-гурт, створений у 1998 році в Нью-Йорку. Дебютний альбом дуету вийшов в 1998 році. Після виходу платівки обидва учасники гурту почали сольну кар'єру. Кожен з них випустив по декілька альбомів і неодноразово ставав лауреатом різних премій. Проте, формально група не була розпущена.